# Ogyen Kunzang Chöling
Ogyen Kunzang Chöling (OKC) était une association sans but lucratif belge fondée en 1972 par Robert Spatz (lama Kunzang Dorje), qui se présentait comme un ensemble de centres bouddhistes tibétains. Elle a été mentionnée dans les rapports des Commissions d'enquête parlementaires sur les sectes en France et en Belgique, ainsi que par plusieurs associations anti-sectes et fait l'objet de poursuites judiciaires depuis 1997. Robert Spatz a été condamné a cinq ans de prison avec sursis pour abus physiques et sexuels sur mineurs, emprise et fraude financière. En 2024, la dénomination Ogyen Kunzang Chöling a été remplacée par celle de Centre Bouddhique Mahayana.

## Origines
OKC est fondée en 1972 par le Belge Robert Spatz (lama Kunzang Dorje). Son origine « remonte à la création par Robert Spatz d’un premier centre d’étude de yoga à la fin des années 1960 à Ixelles, organisme qu’il transforma en centre tibétain à son retour de voyage à Darjeeling en 1972. » Il y a rencontré plusieurs fois Kangyour Rinpoché, lama tibétain de l’école Nyingmapa, de qui il reçoit la transmission. Les premières brochures éditées présentent le centre Ogyen Kunzang Chöling de la rue de Livourne à Bruxelles comme « centre d’étude du yoga traditionnel tibétain Nyingmapa ».

## Forme légale et changement de nom
En Belgique, Ogyen Kunzang Chöling a été constituée en ASBL (association sans but lucratif) en 1972. En février 2024, l'association a substitué officiellement sa dénomination par celle de Centre Bouddhique Mahayana.

## Enquêtes de commissions parlementaires

### France
Le premier rapport de la Commission d’enquêtes parlementaires sur les sectes date de 1995. Il recense 173 « mouvements sectaires ». L’OKC est répertorié parmi les groupes comptant « de 50 à 500 adeptes ». Le rapport relève la difficulté de définir la notion de secte, qui, pour cause de laïcité, est absente du droit français,,.
Depuis 2005, cette liste est considérée comme caduque par le gouvernement,.
Le second rapport date de 1999. Il renseigne « sur la situation financière, patrimoniale et fiscale des sectes, ainsi que sur leurs activités économiques et leurs relations avec les milieux économiques et financiers ». On y lit : « OKC demande à ses membres du travail communautaire, contre la fourniture gratuite de l’hébergement, la nourriture et l’enseignement de la doctrine (p. 64). Plusieurs mouvements sectaires [dont l’OKC] refusent la scolarisation des enfants et dispensent leur propre éducation (p. 108). ... OKC dont les recettes annuelles sont estimées à 25 MF (4 000 000 €) (p. 163). On relève le versement, par les adeptes, de contributions importantes chez la plupart des sectes disposant d’une « grosse fortune » (...) ce constat est également valable pour OKC (p. 165). Patrimoine immobilier porté à la connaissance de la commission comme appartenant à l’organisation française ou mis à sa disposition : 6 MF (900 000 €) (p.311). »

### Belgique
Le 26 novembre 1996, devant la Commission d'enquête parlementaire belge sur les sectes, deux représentants de l'OKC témoignent sur le mode de vie et de financement de la communauté. Le 21 février 1997, c'est Spatz qui est appelé à témoigner. Dans son rapport du 28 avril 1997 (2e partie), la Commission conclut que :
- « OKC demande à ses membres du travail communautaire, et leur fournit gratuitement en échange le logis, le manger et l'enseignement.
- Les membres de groupements [tels l'OKC] qui vivent en communauté cèdent leur revenu à la communauté, qui vit de ce revenu, mais c'est une condition normale pour pouvoir adhérer à une communauté.
- Un certain nombre de mouvements [dont l'OKC], essentiellement ceux qui propagent une doctrine orientale, optent, dans le prolongement de leur doctrine, pour des formes d'alimentation alternative telles que le végétarisme, le véganisme et la macrobiotique.
- On constate également, dans certains groupements [comme l'OKC], une préférence pour une vie communautaire, en soi légitime.
- Des adeptes de l'OKC vivent au château de Soleils à Castellane dans un climat plutôt spartiate.
- [Revenus de l'OKC :] dons, cours rémunérés, sociétés commerciales, vente d'une revue, une part des revenus des membres[9]. »

Le même rapport résume et commente le témoignage du journaliste belge Alain Lallemand du quotidien Le Soir sur les conditions de vie au château de Soleils : 
- « M. Lallemand indique que les membres doivent s'y lever à 4 h, prier à 4 h 30 (à 6 h, selon les responsables), déjeuner à 8 h, effectuer ensuite des travaux communautaires interrompus par le dîner et suivis  par la prière du soir et le souper à 20 h. M. Lallemand précise encore que les membres y sont soumis à des règles très strictes en ce qui concerne le silence, l'obligation de travailler et la présence. Selon les déclarations faites par des adeptes, un certain nombre de ces règles très strictes (silence, interdiction de se chauffer, interdiction de fumer et de boire) auraient toutefois été assouplies. Pour d'autres membres, la vie en communauté se limite à des célébrations religieuses et au dîner. Les personnes seules disposent d'une chambre et les familles d'un petit appartement privé[9]. »

Dans son étude approfondie des « Bouddhismes en Belgique », Bernard de Backer relève « l'assimilation [par la commission d'enquête] de pans entiers du bouddhisme (zen, theravâda) à une secte », ainsi que le Tao (taoïsme) et le Tai-chi. Il cite ensuite la page 227 de la partie II du rapport : « Les noms qui y sont repris [la liste des 189 groupes recensés] ont été fournis sous leur seule responsabilité soit par des services officiels (gendarmerie, police judiciaire, Sûreté de l'État, Service général du renseignement et de la sécurité, parquets) interrogés en ce sens, soit par des témoins directs ou indirects, entendus sous serment. Cette énumération ne constitue donc ni une prise de position, ni un jugement de valeur de la part de la commission. Ainsi, le fait pour un mouvement d'y figurer, même si c'est à l'initiative d'une instance officielle, ne signifie pas que pour la commission, il soit une secte, et a fortiori qu'il soit dangereux. Comme le tableau le montre, la commission n'a pas pu procéder à une vérification de l'ensemble des informations recueillies ni en contrôler l'exactitude.»

### Financement
La fortune du groupe provient du patrimoine immobilier paternel hérité par Robert Spatz, de dons, de ses sociétés commerciales (Vajra, produits naturels en gros ; Torma, construction ; Tanadou, centre médical), de deux restaurants végétariens (La Tsampa et Dolma), de la vente de sa revue, des cours de yoga et des revenus reversés par quelques membres de la communauté,.

## Enquêtes judiciaires et procès
Voir Robert Spatz

### Filmographie
- Bouddhisme, la loi du silence, 2022, de Elodie Emery et Wandrille Lanos, édité par Arte France [voir en ligne]